# Diamonds & Rust in the Bullring
Albums de Joan Baez
Recently
(1987) Speaking of Dreams
(1989)
Diamonds & Rust in the Bullring est un album live de Joan Baez sorti en décembre 1988

## Titres
| 1.    | Diamonds & Rust                                      | Joan Baez                  | 3:45 |
| 2.    | Ain't Gonna Let Nobody Turn Me Around (Traditionnel) |                            | 1:22 |
| 3.    | No Woman, No Cry                                     | Bob Marley                 | 3:45 |
| 4.    | Famous Blue Raincoat                                 | Leonard Cohen              | 4:58 |
| 5.    | Swing Low, Sweet Chariot (Traditional)               |                            | 3:41 |
| 6.    | Let It Be                                            | John Lennon/Paul McCartney | 3:59 |
| 7.    | El Preso Numero Nueve                                | Hermanos Cantoral          | 3:14 |
| 8.    | Llegó Con Tres Heridas                               | Miguel Hernández           | 2:38 |
| 9.    | Txoria Txori                                         | J. A. Arze/M. Laboa        | 2:54 |
| 10.   | Ellas Danzan Solas (Cueca Sola)                      | R.Livi/Sting               | 5:35 |
| 11.   | Gracias a la Vida                                    | Violeta Parra              | 6:05 |
| 12.   | No Nos Moverán (Traditionnel)                        |                            | 1:22 |
| 36:19 |                                                      |                            |      |

## Musiciens
- Joan Baez : chant, guitare
- Alex Acuña : batterie, percussions
- Laythan Armor : synthétiseur, piano, claviers
- Cesar Cancino : synthétiseur, claviers
- John Hobbs : synthétiseur, claviers
- Paul Jackson Jr. : guitare
- Abraham Laboriel : basse, guitarrón
- Caleb Quaye : guitare
- John Robinson : batterie, percussions
- Fred Tackett : guitare
- Tony Wilkins : orgue
- Beau Williams : chœurs